# Treeing walker coonhound
El treeing walker coonhound (de traducción aproximada en castellano como "cazador de mapaches que los acorrala en un árbol, que los «arbolea»". Es una raza de perro de caza de origen estadounidense descendiente de foxhound ingleses y americanos, reconocida como raza separada de éstas desde 1945.

## Historia
Thomas Walker importó varios ejemplares de foxhound inglés a Virginia en 1742, tras lo cual se raza se originaría la raza al cruzar un perro robado de raza desconocida llamado Tennessee Lead con un walker hound en el siglo XIX. El treeing walker coonhound fue reconocido oficialmente por el American Kennel Club en enero de 2012.

## Capacidades
El treeing walker coonhound fue criado para la caza de piezas menores como mapaches y zarigüeyas, aunque algunos cazadores los utilizan para la caza de osos; son rápidos, están alerta durante mucho tiempo, tienen un "olfato caliente", gran resistencia, capacidad de trepar por los árboles y ganas de conseguir presas. Su aullido es distintivo y permite a sus dueños identificarlos a grandes distancias.